# (26215) 1997 VM2
1997 في أم 2 (ويعرف أيضًا باسم (26215) 1997 في أم 2 وفق تسمية الكوكب الصغير) (بالإنجليزية: 1997 VM2)‏ هو كويكب ضمن حزام الكويكبات؛ وترتيبه 26215 من حيث الاكتشاف.
اكتُشف هذا الجُرم الفلكي بواسطة Atsushi Sugie ‏ في 4 نوفمبر 1997.

## وصلات خارجية
- (26215) 1997 VM2 في قاعدة بيانات مختبر الدفع النفاث لأجرام النظام الشمسي الصغيرة

- الاكتشاف · مخطط المدار ·  العناصر المدارية · المعلمات المادية

- (26215) 1997 VM2 على موقع ويكي سكاي: DSS2, SDSS, GALEX, IRAS, Hydrogen α, X-Ray, Astrophoto, Sky Map, Articles and images